# Košická Polianka
Košická Polianka é um município da Eslováquia, situado no distrito de Košice-okolie, na região de Košice. Tem 8,28 km² de área e sua população em 2018 foi estimada em 1.032 habitantes.

## Demografia
| Ano:        | 1994 | 2004   | 2014    | 2024   |
| ----------- | ---- | ------ | ------- | ------ |
| Broj ljudi: | 906  | 912    | 1007    | 1066   |
| Razlika:    |      | +0,66% | +10,41% | +5,85% |

| Ano:               | 2023 | 2024   |
| ------------------ | ---- | ------ |
| Número de pessoas: | 1063 | 1066   |
| Diferença:         |      | +0,28% |